# Nie ma o czym milczeć
Nie ma o czym milczeć – polski film niezależny z 2007 roku w reżyserii Macieja Buchwalda.
Odkrycie "Europejskiego Festiwalu Młodego Kina", gdzie zdobył Grand Prix i większość nominacji do nagrody OFFskara. Maciej Ślesicki – juror tego festiwalu powiedział, że "film może śmiało zostać pokazywany na zagranicznych festiwalach. I jest to piękny film o miłości.", a redakcja programu KinOFFteka porównała reżysera tego obrazu do Woody'ego Allena. Jest to debiut reżyserski Buchwalda.

## Fabuła
Film opowiada o nieśmiałym chłopaku, który usilnie poszukuje miłości. Początkowo próbuje ją znaleźć u koleżanki, z którą razem oglądają filmy. Wkrótce zakochuje się od pierwszego wejrzenia w dziewczynie spotkanej w metrze, lecz przez swoją nieśmiałość gubi ją.

## Obsada
- Maciej Buchwald
- Magdalena Staroszczyk
- Krzysztof Bałauszko
- Agata Kozłowska
- Henryka Leszek
- Krzysztof Słabik
- Jarosław Gajewski (niewymieniony w czołówce)

## Nagrody
- Grand Prix oraz Nagroda Publiczności na Europejskim Festiwalu Młodego Kina 2007
- Najlepszy film niezależny – festiwal Zoom -Zbliżenia Jelenia Góra 2008
- Nominacja do Offowego Odkrycia Roku 2007 w plebiscycie telewizji Kino Polska i serwisu Stopklatka.pl
- Nominacje do nagrody Offskar 2008 w kategoriach – reżyseria, scenariusz, zdjęcia i aktor
- Offskar 2008 w kategorii Najlepszy Aktor – Maciej Buchwald
- I Nagroda oraz Nagroda Publiczności na festiwalu Oskariada 2008
- Grand Prix w Konkursie Kina Niezależnego na 33. Festiwalu Polskich Filmów Fabularnych Gdynia 2008
- Grand Prix na 6. Festiwalu Filmów Komediowych i Niezależnych BAREJAda 2008 Jelenia Góra
- Grand Prix Best Off 2008